# Tychy Zachodnie
Tychy Zachodnie – przystanek kolejowy w Tychach, w województwie śląskim, w Polsce. Przystanek Szybkiej Kolei Regionalnej (SKR).

## Ruch pasażerski
| Rok  | Wymiana pasażerska na dobę |
| ---- | -------------------------- |
| 2017 | –                          |
| 2022 | 500-699                    |

14 grudnia 2008 r., wraz z wejściem nowego rozkładu jazdy przywrócono ruch pasażerski na odcinku Tychy Miasto – Tychy, zawieszony w lutym 2001 roku. Obecnie z przystanku Tychy Zachodnie można dojechać do Katowic w ciągu 24 minut. Od 12 grudnia 2010 r. trasa pociągów SKR została wydłużona do Sosnowca Głównego.
Adaptacja przystanku kolejowego Tychy Zachodnie na linii kolejowej nr 179 Tychy – Mysłowice Kosztowy została wykonana w ramach zadania „Szybka Kolej Regionalna Tychy – Dąbrowa Górnicza Etap I Tychy Miasto – Katowice” Projekt był współfinansowany w 85% przez Unię Europejską z Europejskiego Funduszu Rozwoju Regionalnego w ramach Regionalnego Programu Operacyjnego Województwa Śląskiego na lata 2007–2013. Priorytet VII Transport, Działanie 7.2. Transport publiczny. Czas realizacji 15.02.2011 – 31.07.2012 r. Po zakończeniu całości projektu Szybka Kolej Regionalna będzie miała trasę Tychy Lodowisko – Katowice. Beneficjentem Projektu było Miasto Tychy, podmiotem współrealizującym projekt: Przedsiębiorstwo Komunikacji Miejskiej z o.o. w Tychach, a wykonawcą Przedsiębiorstwo Robót Komunikacyjnych w Krakowie Spółka Akcyjna.
Modernizacja uzyskała III Nagrodę w Konkursie Budowa Roku 2012 organizowanym przez Polski Związek Inżynierów i Techników Budownictwa.
Głównymi założeniami projektu były:
- atrakcyjny czas przejazdu i wysoka dostępność SKR na obszarze Tychów,
- wysoka częstotliwość kursowania, gwarantująca sprawność obsługi zakładanych potoków pasażerskich i porównywalna do zsumowanej częstotliwości wiązki kursujących obecnie autobusów,
- wspólny system biletowy na kolej i komunikację miejską,
- kompaktowa infrastruktura przystankowa atrakcyjna architektonicznie, funkcjonalna w ramach stworzonych nowoczesnych węzłów przesiadkowych i dostosowana do potrzeb osób niepełnosprawnych,
- tabor SKR dostosowany parametrami do obsługi ruchu aglomeracyjnego, szybkiej wymiany pasażerów na przystankach i do potrzeb osób o ograniczonej sprawności.

Realizacja zadania przyczyni się do stworzenia nowej, oczekiwanej jako ci usług komunikacyjnych i poprawy stanu obiektów kolejowych, a także będzie miała wpływ na komunikację miejską w granicach obu miast i na transport ponadlokalny.
Zakres rzeczowy zadania obejmował:
- budowę przystanku Tychy Lodowisko w rejonie ulicy Wyszyńskiego
- budowę przystanku Tychy Grota-Roweckiego przy ulicy Gen. Grota – Roweckiego
- budowę przystanku Tychy Aleja Bielska przy ulicy Bielskiej
- adaptację przystanku „Tychy Zachodnie” w rejonie ulicy Harcerskiej

Prace wykonane na przystanku „Tychy Zachodnie”
- budowa 2 peronów o długości 233m każdy, regulacja toru na długości 1,0 km, wymiana 255 podkładów
- wykonanie odwodnienia torowiska i peronu na długości 754 m
- wykonanie 4 klatek schodowych z murami oporowymi wraz z wykonaniem konstrukcji nośnej i montażu wind z zasilaniem (4 windy)
- demontaż 2 wiat peronowych
- wykonanie 4 wiat peronowych i 397 m wygrodzeń
- wykonanie 2 wiat dla Rowerów
- wykonanie 2 pochylni rowerowych wraz ze ścieżką rowerową oraz 2 dojść dla pieszych
- wykonanie remontu istniejącej kładki dla pieszych wraz ze schodami
- przebudowa sieci trakcyjnej w tym wywieszenie przewodów sieci jezdnej o dł. 0,381 km oraz montaż 15 słupów trakcyjnych
- wykonanie sieci oświetleniowej wraz z kanalizacją 9-otworową
- przebudowa urządzeń sterowania ruchem kolejowym oraz sieci telekomunikacyjnej
- wykonanie i montaż monitoringu wraz z zasilaniem
- wykonanie Systemu Informacji Pasażerskiej ON-LINE wraz z zasilaniem i montaż automatów biletowych
- wykonanie dźwiękowego systemu ostrzegawczego (DSO) wraz z zasilaniem
- adaptacja zieleni

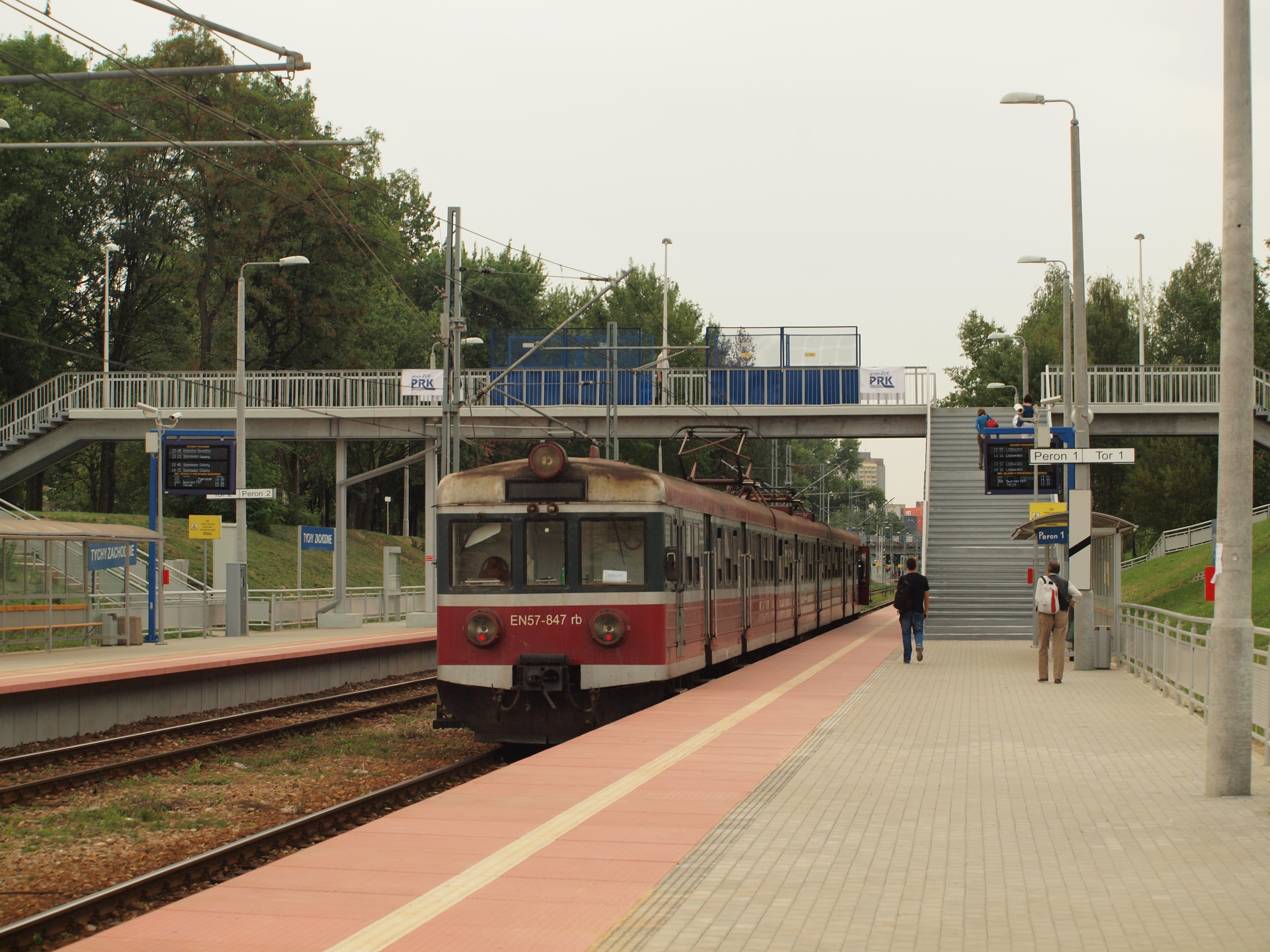
Przystanek kolejowy Tychy Zachodnie – perony
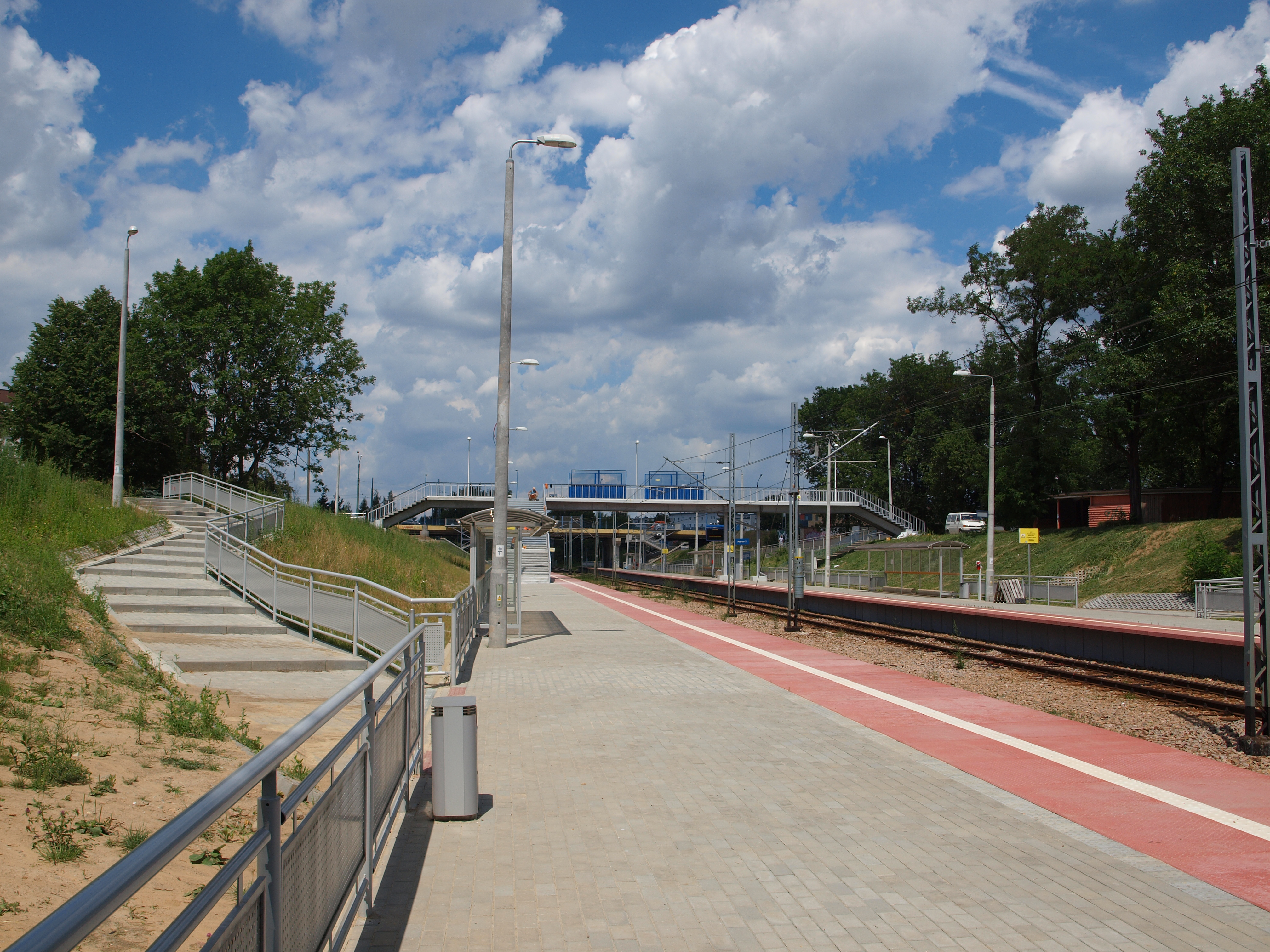
Przystanek kolejowy Tychy Zachodnie – perony
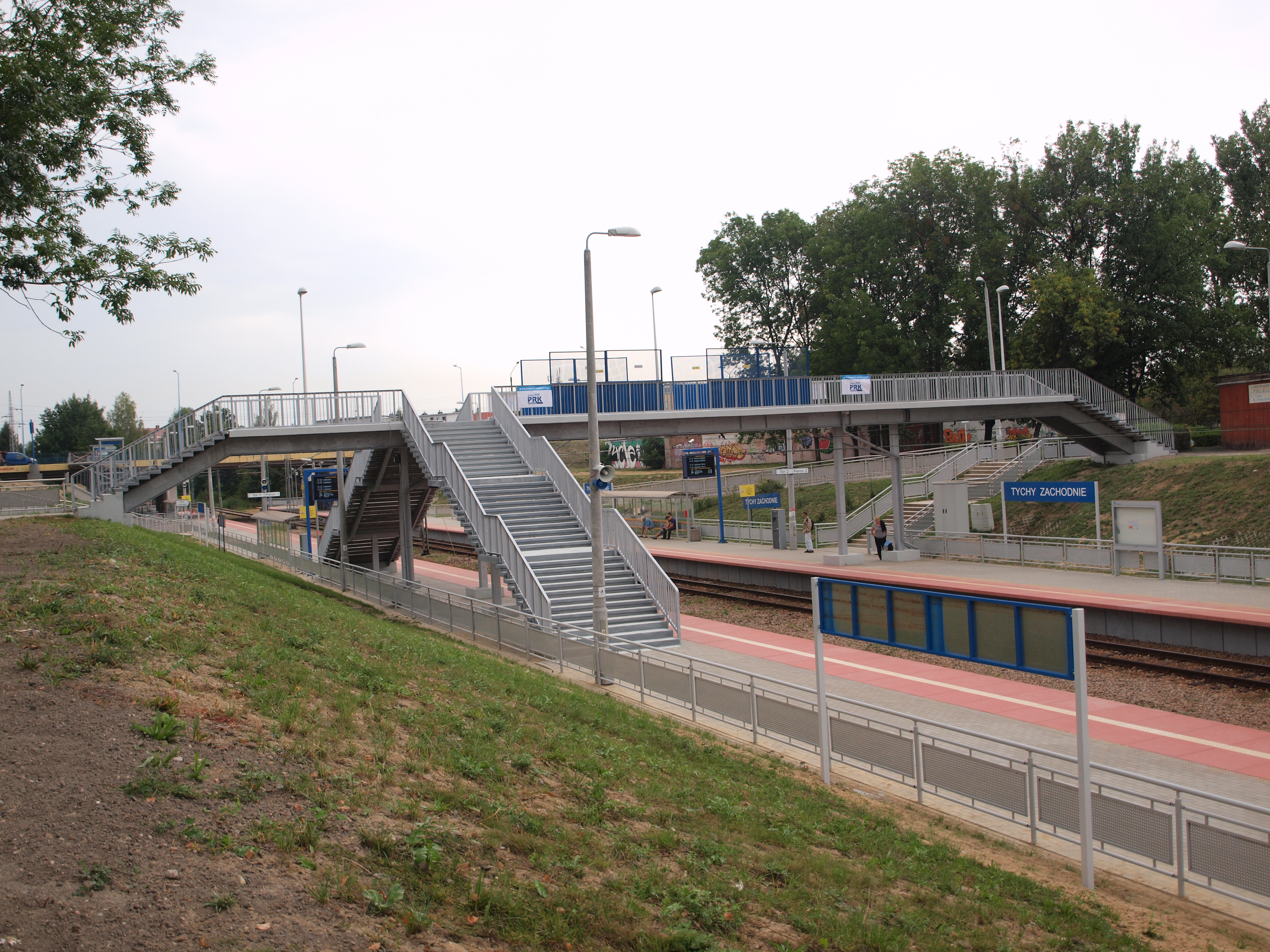
Przystanek kolejowy Tychy Zachodnie – kładka
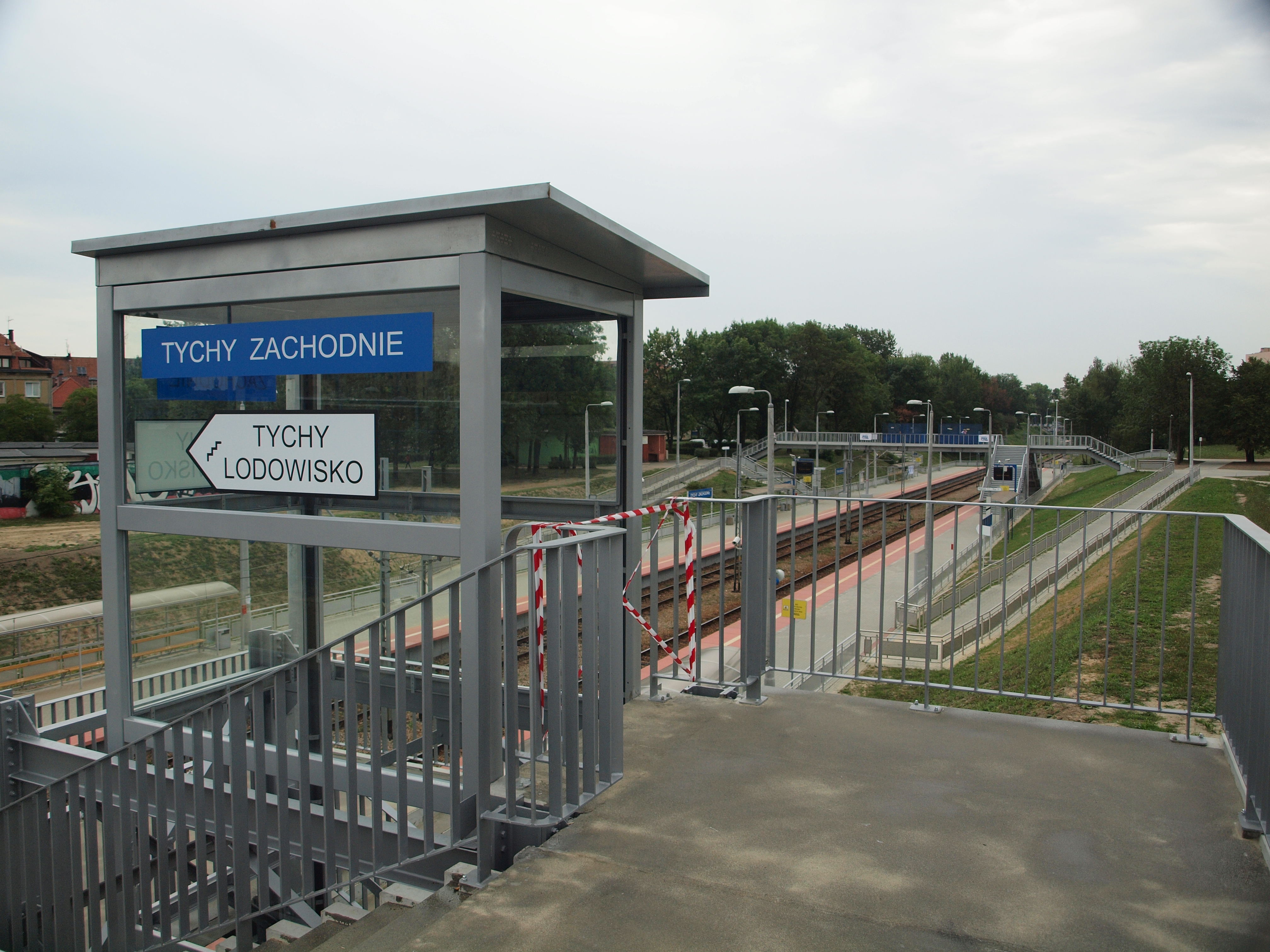
Przystanek kolejowy Tychy Zachodnie – windy
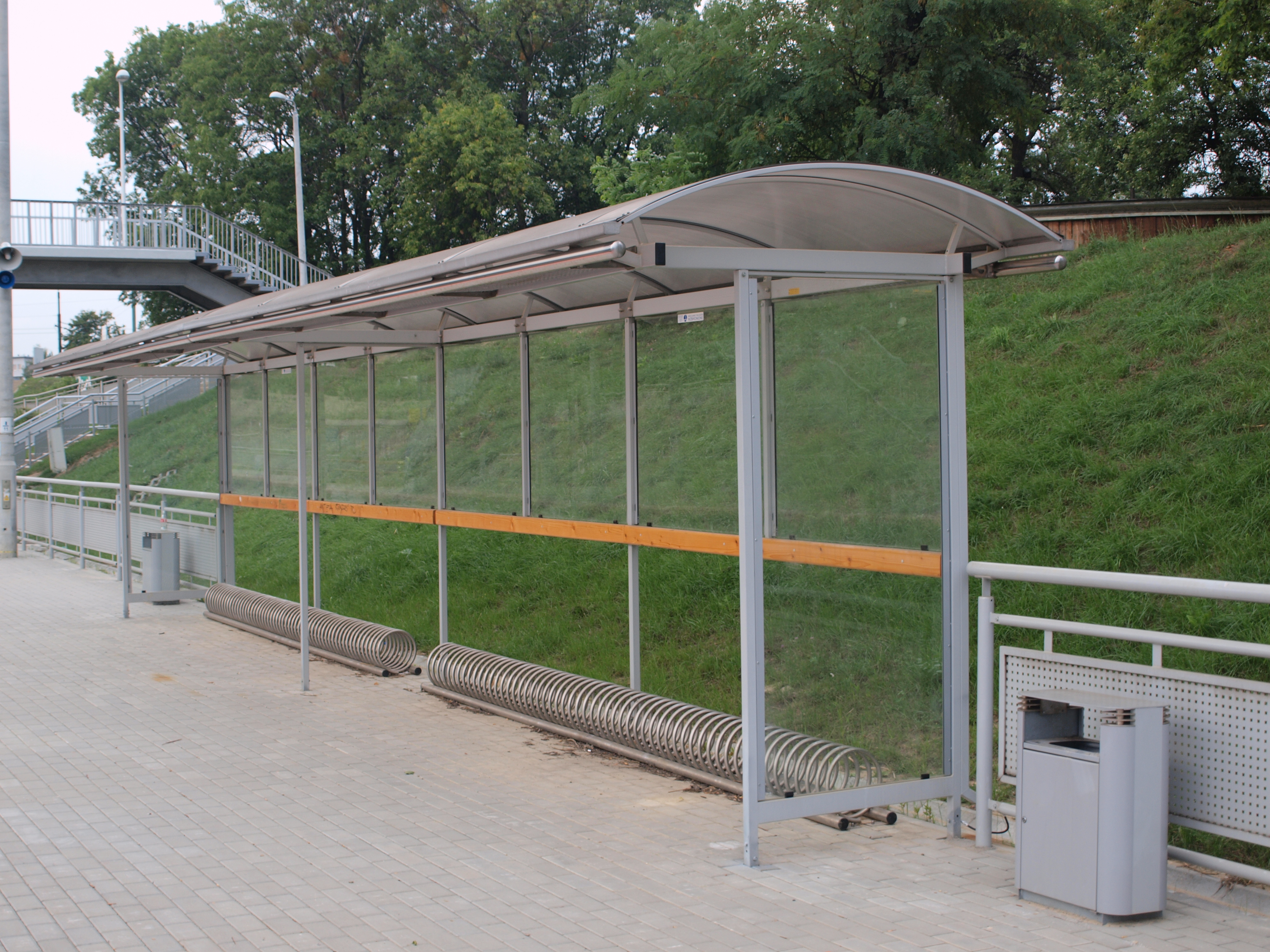
Przystanek kolejowy Tychy Zachodnie – wiata na rowery
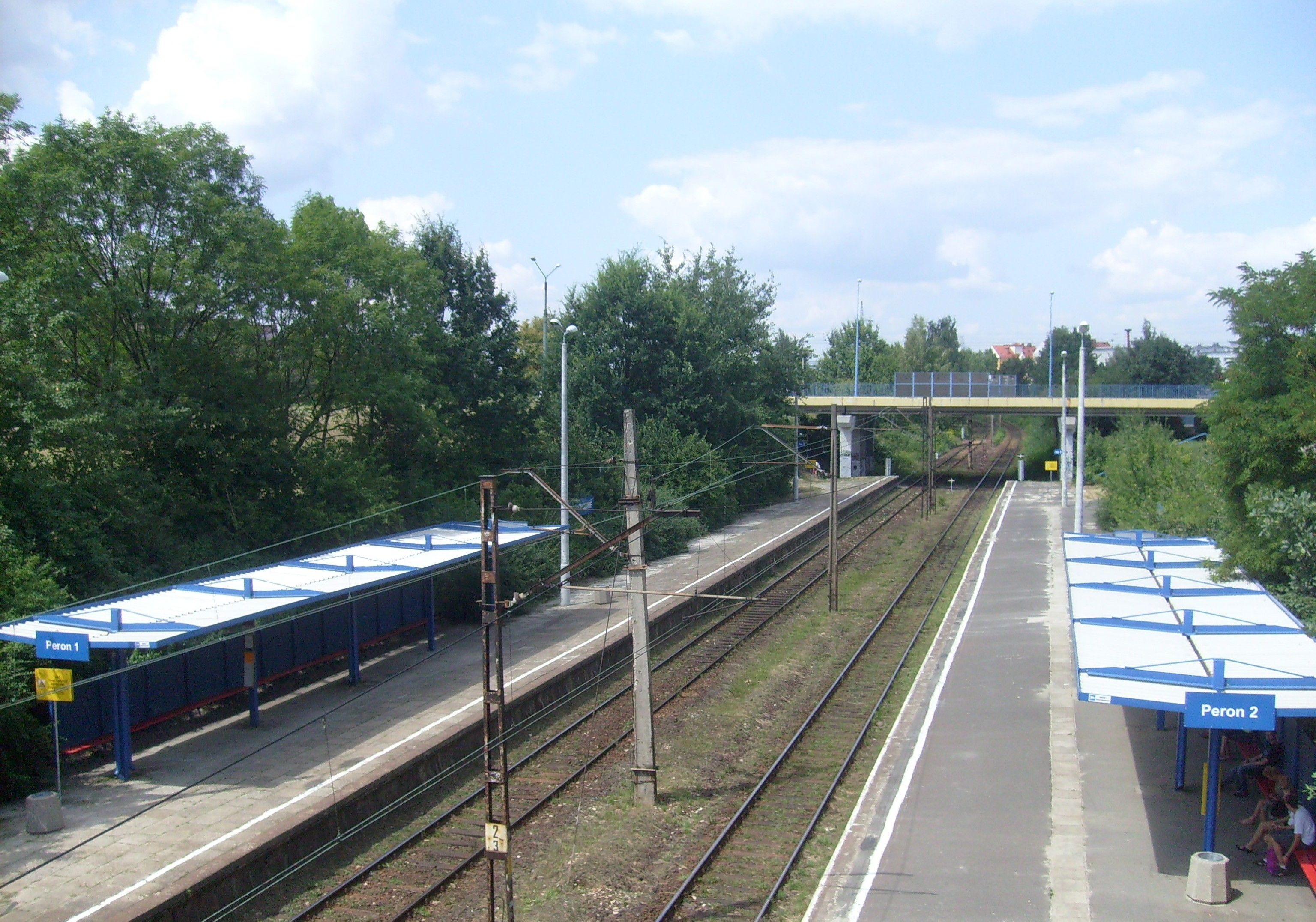
Tychy Zachodnie – przed przebudową w 2012 roku